# オグレイディス・スアレス
オグレイディス・バージニア・スアレス・モンティリア（Ogleidis Virginia Suárez Montilla、1987年10月28日 - ）は、ベネズエラのプロボクサー。ニックネームは「ラ・ニーニャ（la niña）」。カラカス出身。第4代WBA女子世界フェザー級王者。元WBA女子世界スーパーフェザー級暫定王者。

## 来歴
パナマを拠点として2006年12月7日プロデビュー。2回TKOで勝利。
2009年7月21日、9戦8勝1分で迎えた10戦目をシャンテル・マルティネスと対戦するが、僅差の判定負け。
2010年3月27日、12戦目にして初となる母国ベネズエラでの試合を1回TKO勝利で飾る。
2010年10月2日、シャンテル・マルティネスと今度はWBAフェデフェムスーパーバンタム級王座と世界王座挑戦権を懸けて対戦するが、5回TKO負け。
2011年10月22日、ケイティ・ウィルソン・カスティーヨとWBA女子世界フェザー級暫定王座を争い、2-1判定で初タイトル獲得。
2012年より母国ベネズエラに戻る。
2012年4月28日、「WBA KOドラッグ」にてパメラ・エリザベス・ベナビデス相手に初防衛戦を行い、3-0判定勝利で初防衛成功。
2012年10月27日、リリアナ・パルメラ相手に2度目の防衛戦を行い、7回TKO勝利で2度目の防衛成功。
2013年5月10日、前正規王者崔賢美がタイトルを返上したため、統一戦を行わぬまま正規王座昇格。
2013年8月10日、暫定と合わせて3度目の防衛戦としてリリアナ・パルメラとダイレクトリマッチを行い、判定で防衛成功。
2013年12月13日、敵地アルゼンチンに乗り込みエディス・マティセと4度目の防衛戦を行うが、判定で敗れ王座陥落。
2014年5月10日、ベネズエラでカリクエスタ・シルガドとWBA女子世界スーパーフェザー級暫定王座決定戦を行い、3-0の判定勝ちを収め2階級制覇を果たした。
2016年6月18日、ベネズエラでヤリー・クアドラードとWBAフェデラテン女子スーパーウェルター級王座決定戦を行い、3回KO勝ちで王座を獲得した。
2016年12月10日、ペルーでセリア・ローザ・シエラとWBAインターコンチネンタル女子ウェルター級王座決定戦を行い、2回KO勝ちで王座を獲得した。
2019年11月23日、IBF女子王者マリエ＝イブ・ディケアーに挑戦するが、0-3判定で敗れ王座獲得ならず。
2025年3月14日、WBA女子王者メアリー・スペンサーに挑戦するが、0-3判定で敗れ王座獲得ならず。

## 戦績
- プロボクシング: 38戦 31勝 15KO 6敗 1分

## 獲得タイトル
- WBA女子世界フェザー級暫定王座（防衛2=正規王座に認定）
- 第4代WBA女子世界フェザー級王座（防衛1）
- WBA女子世界スーパーフェザー級暫定王座（防衛0=休養王座に認定）
- WBA女子世界スーパーフェザー級休養王座（防衛0=返上）
- WBAフェデラテン女子スーパーウェルター級王座
- WBAインターコンチネンタル女子ウェルター級王座